# Jo Schück

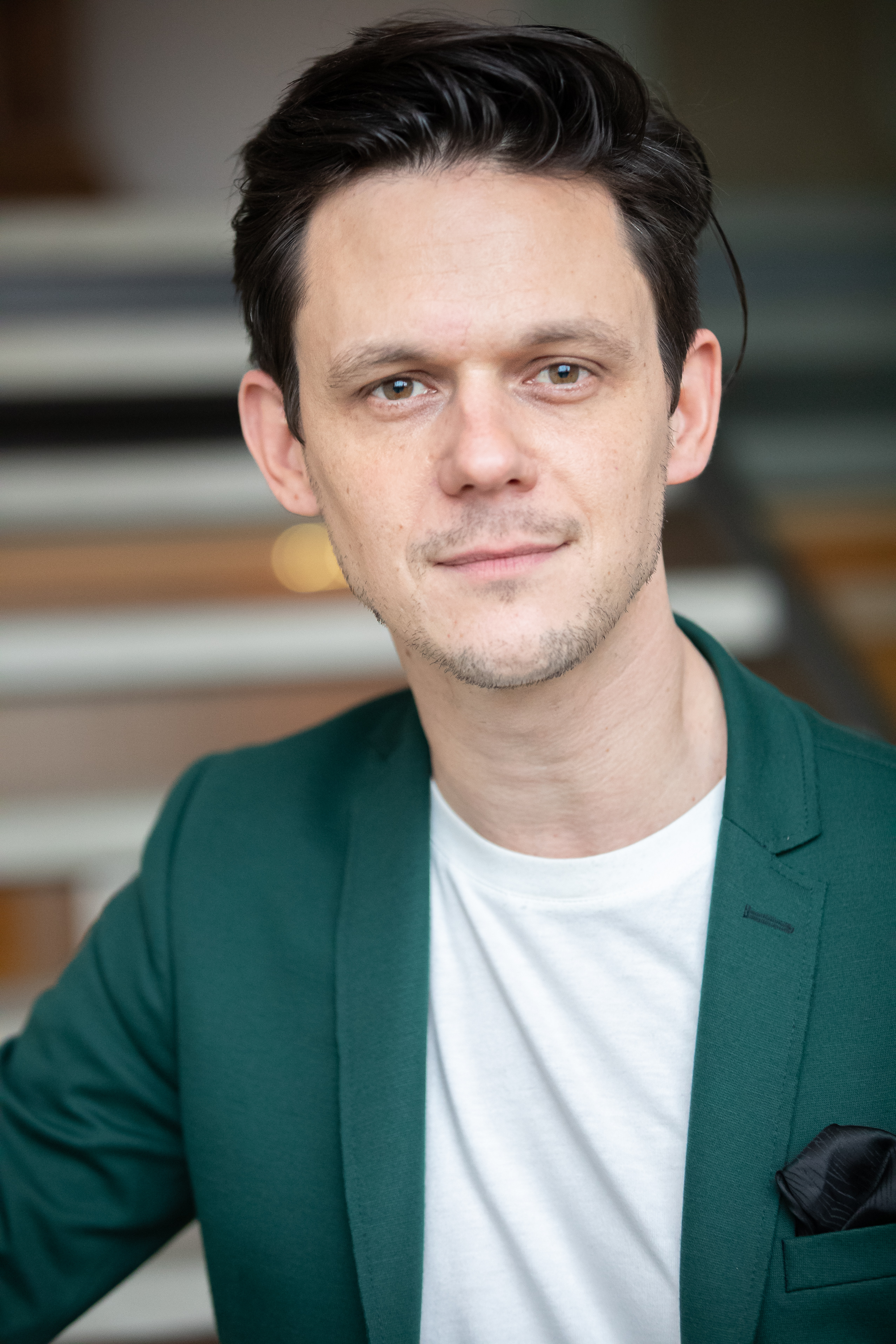
Jo Schück, 2020

Jo Schück (* 12. September 1980 als Joachim Schück in Fürth) ist ein deutscher Journalist und Fernsehmoderator. Seit 2007 arbeitet er als Autor und Moderator für das ZDF.

## Leben und Karriere
Schück ist im hessischen Lorsch aufgewachsen. Während seiner Schulzeit machte er erste journalistische Erfahrungen beim Bergsträßer Anzeiger, einem Lokalableger des Mannheimer Morgen.
Schück absolvierte in Mainz und Sydney ein Studium der Publizistik, Philosophie und BWL. Während seiner Studienzeit arbeitete er für Hit Radio FFH in Frankfurt und den öffentlich-rechtlichen Sender SBS Radio Alchemy in Sydney. Für letzteren moderierte er unter anderem die Formate Alchemy Chills und Friday Night. Zudem schrieb Schück für ZEIT Online (Zuender), das Wiesbadener Tagblatt und die Mainzer Allgemeine Zeitung.
Ab 2004 arbeitete er bei Radio Fritz (RBB) in Berlin/Potsdam als Reporter, vor allem mit Themenschwerpunkt Musik und Gesellschaftspolitik. Ab 2006 war er zudem Moderator einer täglichen vierstündigen Musiksendung Soundgarden, der Hörer-Call-in-Sendung Blue Moon und diversen Spezialsendungen (beispielsweise IFA).
Schück absolvierte 2007 ein Volontariat beim ZDF, wurde anschließend Teil der ZDF-Politik-Redaktion und wagte erste Moderationsversuche im TV-Digitalen. Unter anderem trat Schück bei Bundestags- oder Landtagswahlen als Live-Reporter auf und konzipierte neue Sendungen, die er teils moderierte.
Seit 2010 arbeitet er außerdem als Autor und Presenter für Dokumentationen der Sendereihe ZDFzoom. Besonders der Film Flucht in die Karibik – Die Steuertricks der Konzerne sorgte 2013 für größere Aufregung, für den er auch mit dem CNN Journalist Award in der Kategorie TV ausgezeichnet wurde.
Zur Gründung 2011 wurde er einer der Hauptmoderatoren von zdf.kultur, dem ersten öffentlich-rechtlichen Popkulturkanal. Hier moderierte er u. a. eine tägliche Magazinsendung (der Marker), Live-Übertragungen der großen Musikfestivals sowie Sondersendungen in den Bereichen Musik, Poetry und Politik. In dieser Zeit entstand auch das in Dessau produzierte Musikformat zdf@bauhaus (später poparound@bauhaus), das er bis heute moderiert.

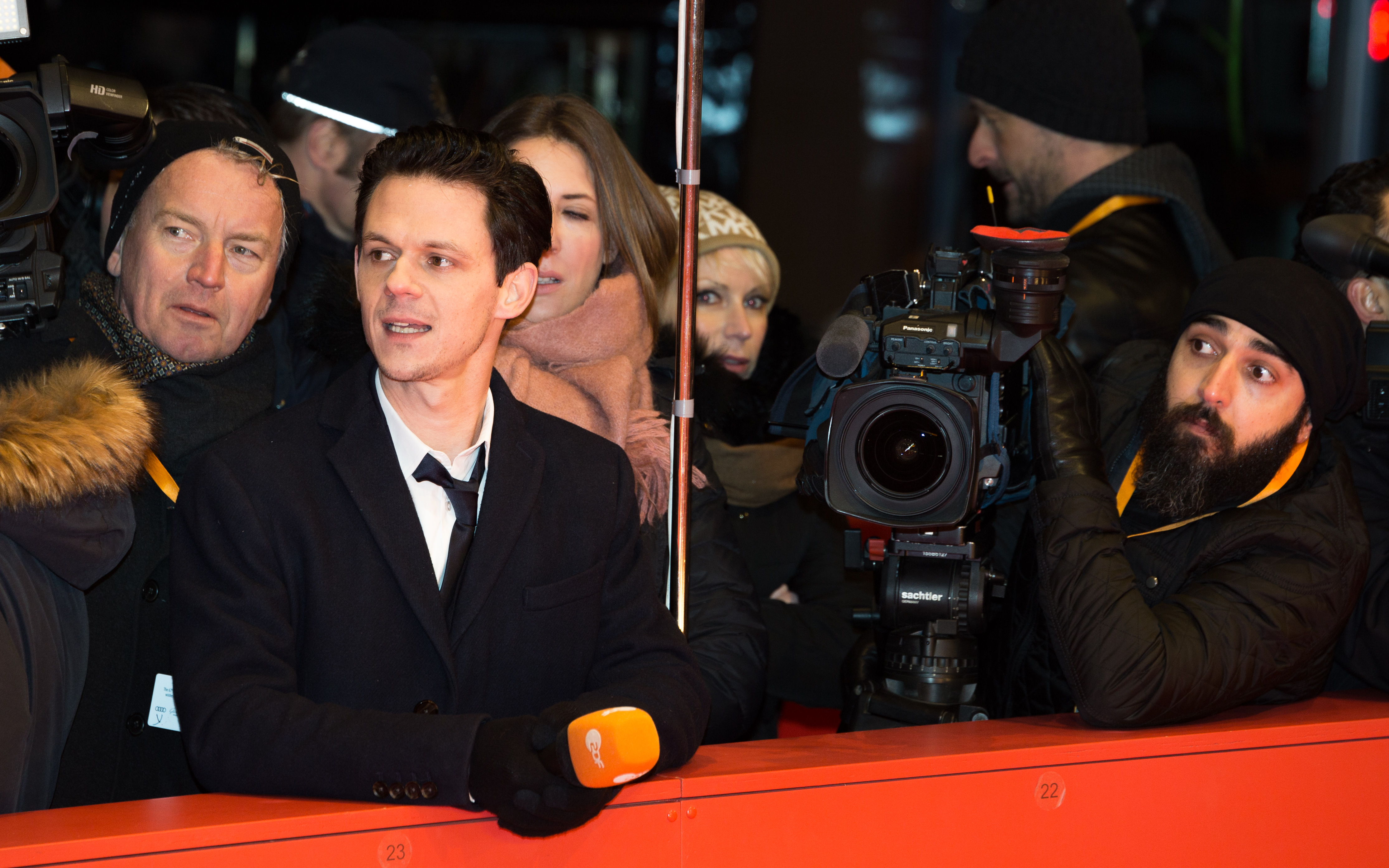
Jo Schück mit anderen Journalisten am Roten Teppich der Berlinale 2017

Seit Februar 2014 moderiert er das wöchentliche Kulturformat aspekte im ZDF, zunächst im Duo mit Katty Salié und Tobias Schlegl, seit 2020 im Wechsel mit Katty Salié und seit 2023 auch mit Salwa Houmsi. Parallel fungiert er weiterhin als Autor und Presenter diverser Dokumentationen und Reportagen.
Im März 2020 erschien sein erstes Sachbuch „Nackt im Hotel – Wie Freundschaft der Liebe den Rang abläuft“ bei dtv. Das Buch widmet sich dem Phänomen der Freundschaft in der globalisierten und digitalisierten Welt. Schück bezeichnet Freundschaft „als kleine Schwester der Solidarität“.
Seit 2020 moderiert er im Wechsel mit Salwa Houmsi ein Debattenformat namens 13 Fragen, welches vor allem auf ZDF-Youtube und gelegentlich im Hauptprogramm veröffentlicht wird. In Format sollen sich meinungsstarke Personen zu einer kontroversen gesellschaftlichen Thematik trotz ursprünglich entgegengesetzter Auffassungen durch den Austausch von Argumenten auf gemeinsame Kompromisse einigen.
Von 2022 bis 2023 hostet er den gesellschaftspolitischen Podcast „Tage wie diese“ (mit Alexander Broicher).
Schück tritt bei zahlreichen Off-Air Veranstaltungen auf, als Speaker, auf Panels oder als Moderator (u. a. re:publica, German Dream Award, Klima-Allianz Deutschland, PEN Berlin Grimme Online Award, Grimme-Preis, Medientage München).
Schück lebt in Berlin.

## Sendungen

### Als Autor
- 2010: Auslandsjournal XXL – Die Pizza Connection (ZDF)
- 2012: ZDFzoom: Hopfen und Malz verloren! Wie gut ist Deutsches Bier wirklich? (ZDF)
- 2013: ZDFzoom: Flucht in die Karibik: Die Steuertricks der Konzerne (ZDF)
- 2013: ZDFzoom: Böse Mine: gutes Geld: Das Schmutzige Geschäft mit der Kohle (ZDF)
- 2014: ZDFzoom: Fährt Auto-Deutschland vor die Wand? (Memento vom 3. Dezember 2016 im Internet Archive)
- 2016: ZDFzoom: Überlebt Volkswagen? (Memento vom 10. September 2017 im Internet Archive)
- 2016: aspekte on tour: Kulturhauptstädte 2016: Breslau und San Sebastian

### Als Moderator
- 2009 bis 2010: KAVKA – live aus dem Watergate (ZDFinfo, Co-Moderator)
- 2010: Log In – Stuttgart21 (ZDFInfo)
- 2011: Queens of Pop (Arte)
- 2011 bis 2013: ZDF in concert – Open Air Spezial (ZDF)[9]
- 2011 bis 2014 ZDFkultur (Der Marker, Montage, The Vice Reports, Berlin Live, London Live, Poetry Slam)[10][11][12]
- 2011 bis heute: zdf@bauhaus (ZDFkultur/3sat)[13][14]
- 2012 bis heute: ZDFzoom
- 2014 bis heute: aspekte (ZDF)[15]
- 2017: Volksvertreter (ZDFneo)
- 2019: heute: Lass uns reden (ZDFkultur)
- Seit 2020: Klassik im Club (ZDF)
- 2020: Grimme-Preis 2020 – Die Reportage
- Seit 2021: 13 Fragen (ZDFkultur)

## Auszeichnungen
- 2012: Grimme-Preis – Nominierung der Serie Der Marker in ZDFkultur – Schück war einer von vier Moderatoren.[16]
- 2013: Axel-Springer-Preis (1. Platz) für ZDFzoom: Hopfen und Malz verloren![17]
- 2014: CNN Journalist Award – Kategorie TV für die Presenter-Doku ZDFzoom: Flucht in die Karibik – Die Steuertricks der Konzerne[18]
- 2014: Ernst-Schneider-Preis für ZDFzoom: Flucht in die Karibik – Die Steuertricks der Konzerne[19]
- 2015: Hoimar-von-Ditfurth-Preis für die beste journalistische Leistung, verliehen von der Deutschen Umwelthilfe, für ZDFzoom: Böse Mine, gutes Geld[20]
- 2016: Echo (mit der Redaktion aspekte (ZDF)) als Partner des Jahres[21]
- 2018: Deutscher Fernsehpreis – Nominierung für die ZDFneo-Sendung Volksvertreter[22]
- 2022: Blauer Panther für die Moderation von 13 Fragen[23]
- 2023: Robert-Geisendörfer-Preis in der Kategorie Fernsehen für die Moderation von 13 Fragen[24]